# Сан Салваторе (Кјети)
Сан Салваторе је насеље у Италији у округу Кјети, региону Абруцо.
Према процени из 2011. у насељу је живело 42 становника. Насеље се налази на надморској висини од 264 м.